# Fu Hao (żona Wu Dinga)

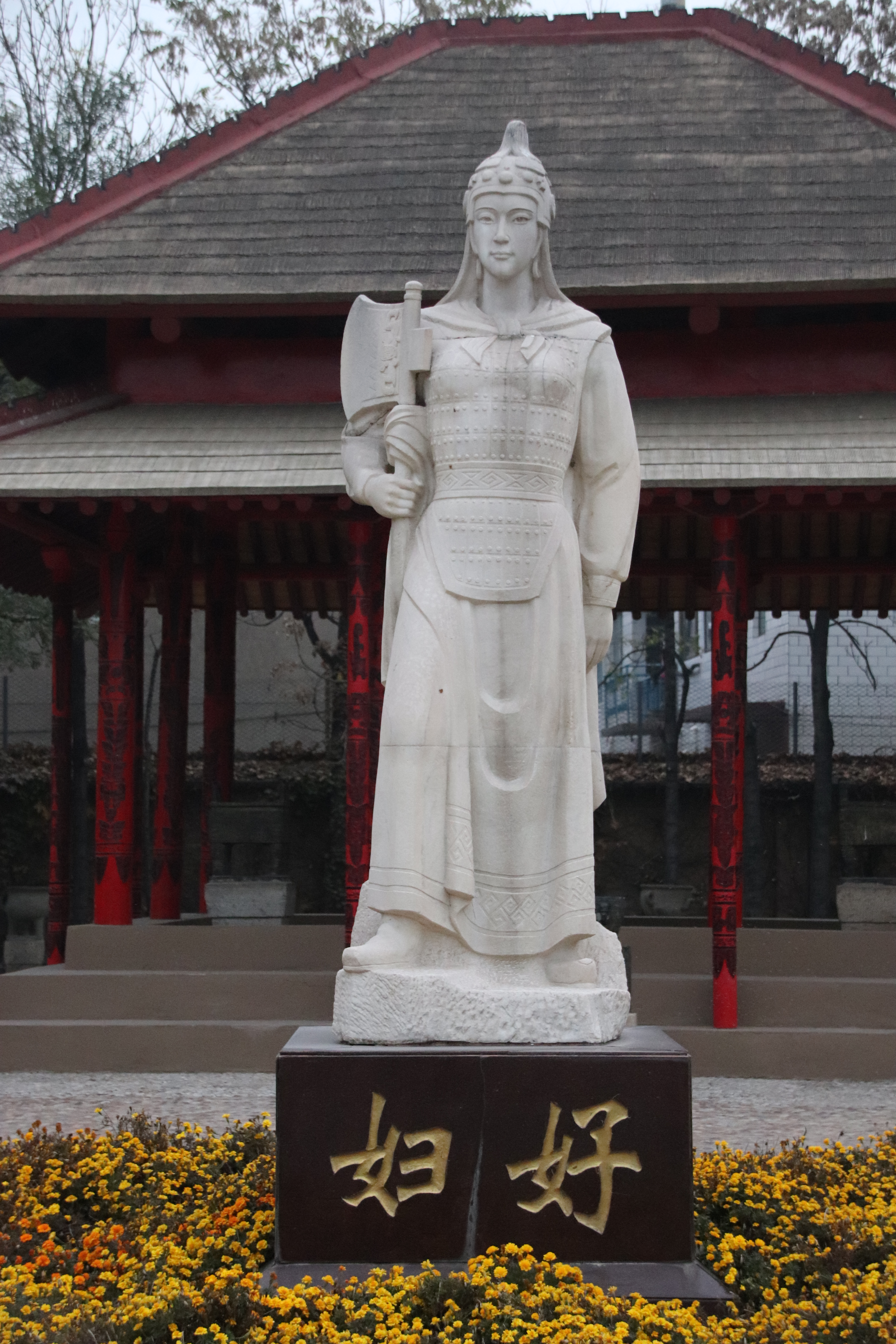
Współczesny pomnik Fu Hao postawiony koło miejsca odkrycia jej grobowca w Yinxu.

Fu Hao (chiń. upr. 妇好; chiń. trad. 婦好; pinyin Fù Hǎo) pośmiertnie Mu Xin (母辛) (zm. ok. 1200 r. p.n.e.) – jedna z żon króla Wu Dinga z dynastii Shang. Jako królowa pełniła funkcje dowódczyni wojskowej oraz arcykapłanki.
Zachowało się niewiele informacji o jej pochodzeniu i rodzinie. Wiadomo, że była jedną z 64 żon króla Wu Dinga. Zmarła za życia męża. Chociaż w źródłach pisanych z okresu Zhou nie ma o niej wzmianki, jej imię widnieje na około 170 inskrypcjach z kości wyroczni.
Wiadomo, że dowodziła armiami i osobiście prowadziła kampanie wojskowe. Zachowały się informacje o jej zwycięstwach. 
Fu Hao pełniła również obowiązki arcykapłanki i wyroczni. Wu Ding, który jako król, miał monopol na rytuały religijne, powierzał jej jednak tę funkcję.  
W 1976 roku odkryto jej grobowiec w pobliżu dawnej stolicy Yin. Jest on jedynym królewskim grobowcem epoki Shang, który pozostał niezauważony i nie splądrowany, dając wyjątkowy wgląd w jej życie i praktyki pogrzebowe tamtych czasów. W wyłożonej drewnem komorze grobowej o wymiarach 5mx3,5m znajdowała się lakierowana trumna z ciałem Fu Hao. Na wyposażenie grobowe zmarłej składały się: 755 jadeitowych przedmiotów, 564 przedmiotów z kości, 468 z brązu, 63 kamienne, 11 glinianych naczyń, 5 przedmiotów z kości słoniowej oraz 6900 muszli, używanych ówcześnie jako środka płatniczego. Ponadto w grobowcu znaleziono także 16 ludzkich i 6 psich szkieletów.